# Unterrichtsmethodische Strukturierungskonzepte im Geschichtsunterricht
Unterrichtsmethodische Strukturierungskonzepte im Geschichtsunterricht sind Modelle von typischen Planungsverfahren, die spezifische Verlaufsformen des Unterrichts beschreiben. Grundsätzlich wird zwischen Problemorientierung, Handlungsorientierung und Wertorientierung unterschieden.
Ähnlich den thematischen Strukturierungskonzepten werden die unterrichtsmethodischen Strukturierungskonzepte bei der vorgängigen Unterrichtsplanung berücksichtigt. Die Unterscheidung der Strukturierungskonzepte betrifft in erster Linie die Unterrichtsplanung, da im eigentlichen Unterricht beide Ebenen stets präsent sind.  Im Gegensatz zu den thematischen Strukturierungskonzepten beinhalten die unterrichtsmethodischen Strukturierungskonzepte methodische Überlegungen zum Einsatz von geeigneten (zielgerichteten) Lehr- und Lernformen. Die Differenzierung der drei Zielmodi (kognitiv, instrumentell, affektiv) und die damit einhergehenden Ausrichtungen (problemorientiert, handlungsorientiert, wertorientiert) ermöglichen einen effizienten Unterrichtsprozess.

## Wertorientierung
Dem Grundkonzept der Wertorientierung liegen affektive Lernziele zu Grunde. Die moderne Geschichtsdidaktik sieht darin jedoch die Gefahr einer Instrumentalisierung, da die politischen und gesellschaftlichen Einstellungen der Lernenden beeinflusst werden. In der Unterrichtsfachgeschichte tauchen solche Ansätze beispielsweise im Wilhelminischen Kaiserreich, im Nationalsozialismus, in der DDR, aber auch in der 68-Bewegungen auf.

## Problemorientierung
Innerhalb des problemorientierten Geschichtsunterrichts werden kognitive Lernziele verfolgt. Im Zentrum des problemorientierten Geschichtsunterrichts stehen die Vermittlung, die Herstellung, Infragestellung und Elaboration von deklarativem Wissen. Insofern weist sie eine Nähe zum Prinzip der Wissens- und der Schülerorientierung aus. Die Ergebnisevaluation ist dementsprechend den content standards zuzurechnen (vgl. Bildungsstandards).
Uwe Uffelmann unterscheidet zwischen drei Phasen: 1. Problemfindung, 2. Problemlösung und 3. Reflexion. Nach Demantowsky sind folgende Begriffe geeigneter: Problemformulierung, Problembearbeitung und Problemdiskussion. Bei der Problemformulierung findet der Einstieg in das Thema statt. Die Problembearbeitung widmet sich der historischen Analyse sowie der Beantwortung der Problemfragen. In der Problemdiskussion werden die Ergebnisse auf die Lebenswelt der Schülerinnen und Schüler angewendet.

## Handlungsorientierung
Mit handlungsorientierter Strukturierung soll die historische Methodenkompetenz der Lernenden entwickelt werden. Dabei geht es in erster Linie um das Erlernen und Anwenden des geschichtswissenschaftlichen Handwerks. Dieser Ansatz unterscheidet sich von einem Verständnis von Handlungsorientierung, wie es beispielsweise in der Berufspädagogik verwendet wird.
Es werden zwei Grundtypen unterschieden:
1. Die „reflexiv-handlungsorientierte Strukturierung“. Diese wechselt im Nachgang problemorientierten Unterrichts auf die Metaebene und greift ein methodisches Problem aus dieser Einheit auf.
2. Die „instruktiv-handlungsorientierte Strukturierung“. Diese wirft methodische Fragen unabhängig von behandelten historischen Themen auf.  Die Ergebnisevaluation ist dementsprechend den performative standards zuzurechnen.